# Mrs Henry Wood

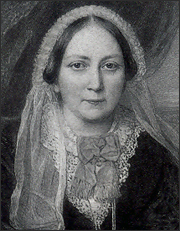
Mrs Henry Wood

Mrs Henry Wood (Worcester, 17 januari 1814 – Londen, 10 februari 1887) was een Brits romanschrijfster. Haar eigenlijke naam was Ellen Wood; ze was geboren als Ellen Price.
Ellen Price leed aan een rugkwaal, waardoor zij in haar jeugd een beschermd leven leidde, met veel tijd voor studie. Zij trouwde met de bankier Henry Wood en woonde in Zuid-Frankrijk, waar zij haar schrijverscarrière begon. Zij bereikte bekendheid met haar tweede roman, East Lynne, en publiceerde in totaal bijna 50 romans en verhalenbundels.
In 1867 kocht zij het tijdschrift Argosy, waarvan zij de redactie voerde en waaraan ze ook zelf bijdroeg. In 1880 keerde zij terug naar Engeland. Haar werk is nu grotendeels vergeten.